# Тенгіз
Тенгіз (каз. Теңіз көлі, Tengyz köly , рос. озеро Тенгиз) — солоне озеро в Казахстані в центрі Казахського дрібносопковика.
З казахської Тенгіз — море.

## Опис
Розташоване в тектонічній впадині на висоті 304 м над рівнем моря. Довжина 75 км, ширина 40 км, глибина до 8 м. Площа озера  1590 км². Живлення в основному снігове. В окремі роки значна частина озера пересихає.
Замерзає в грудні, скресає в квітні.

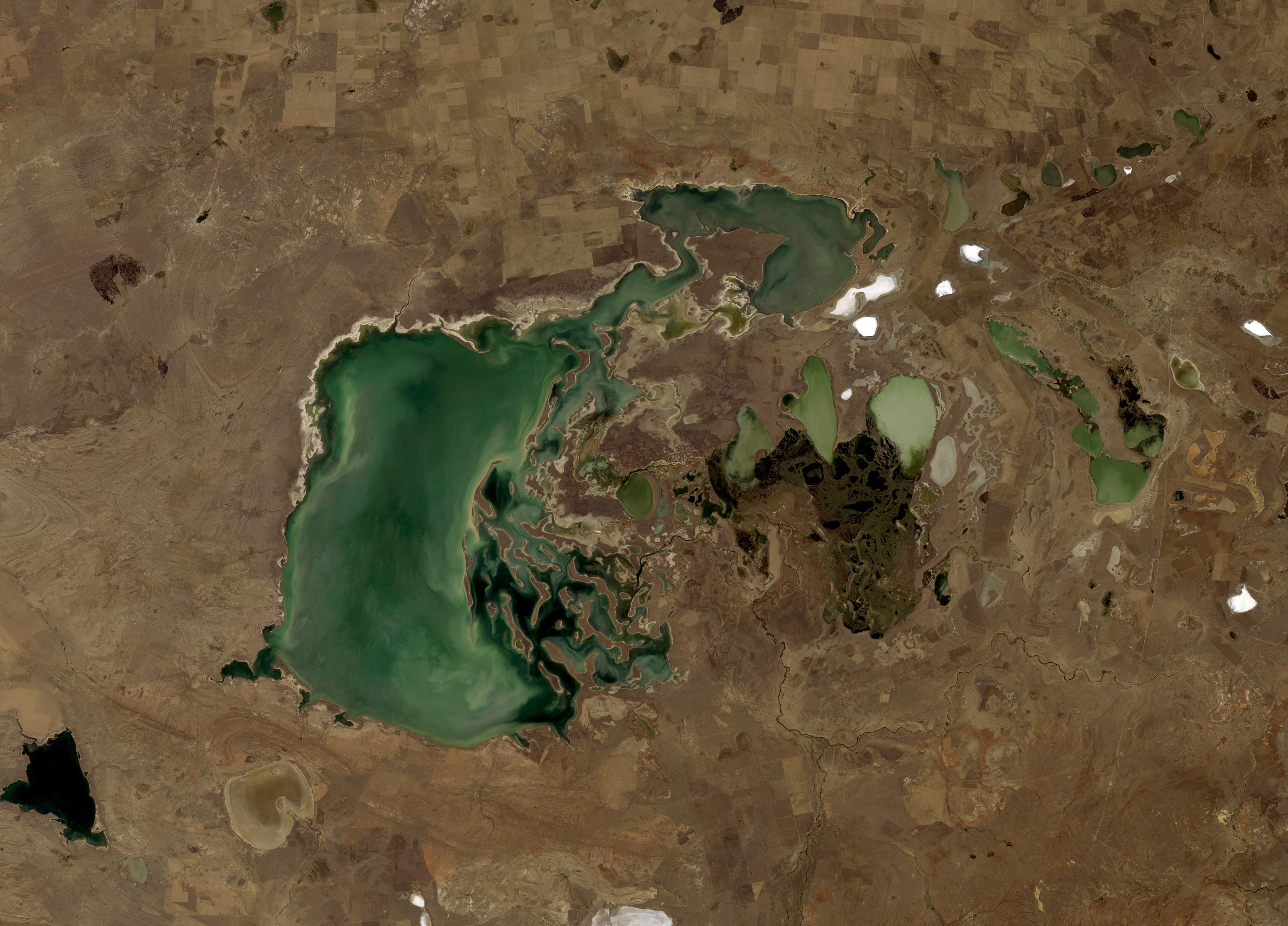
Відносно високий рівень води в озері Тенгіз (15.09.1998).

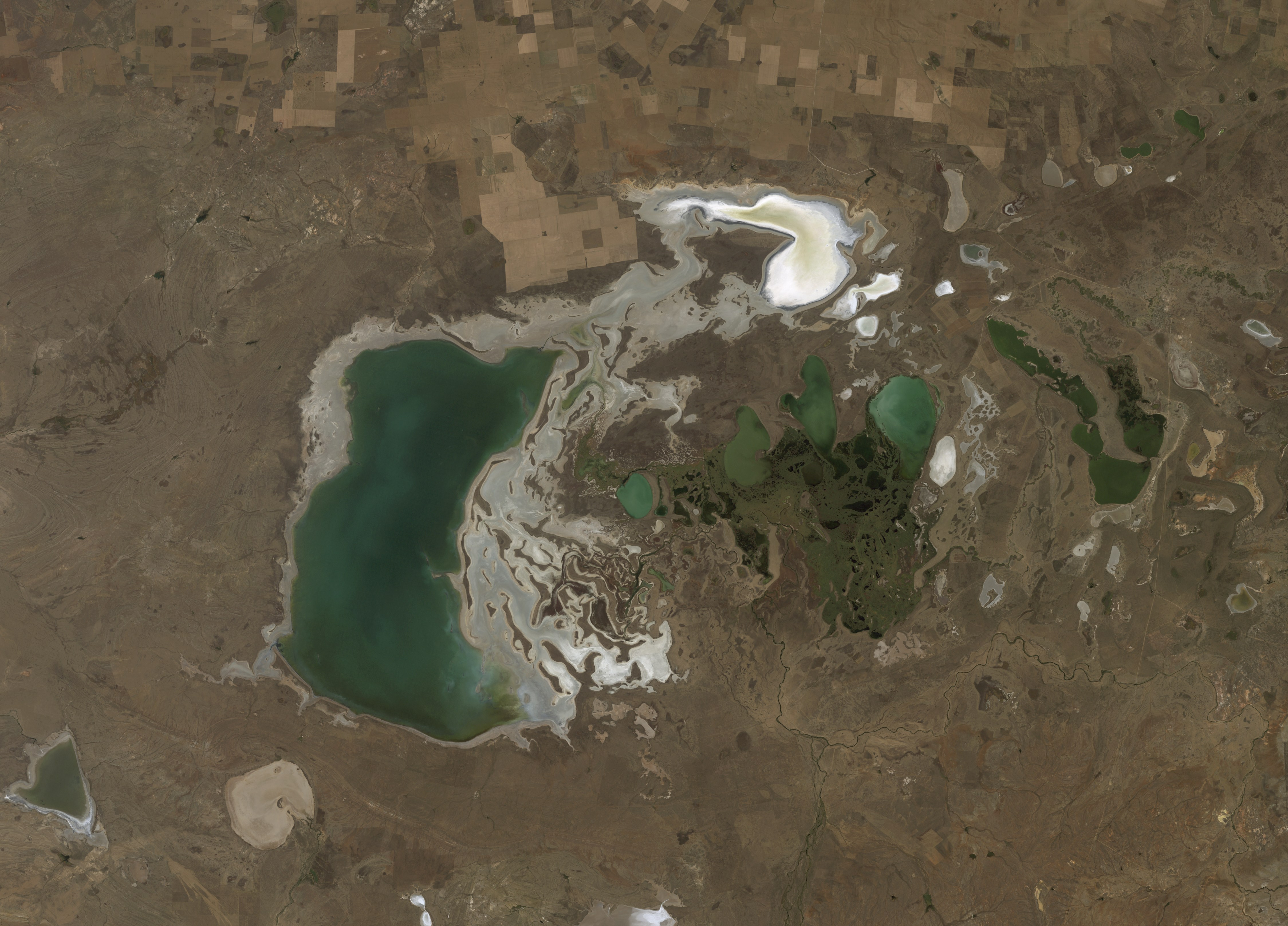
Відносно низький рівень води в озері Тенгіз (03.09.2011), північно-східна частина озера висохла.

## Флора та фауна
На території озера біологи нарахували 340 видів рослин, 50 видів савців та 318 видів птахів, з яких 22 види знаходяться під загрозою зникнення.
Озеро включене до Рамсарської конвенції. Є частиною Коргалжинського заповідника, який в 2008 році першим в Казахстані був номінований на включення до списку Світової спадщини ЮНЕСКО.

## Приземлення космічного корабля
На озеро Тенгіз в 1976 році вперше в історії радянської космонавтики приводнився екіпаж експедиції Союз-23. Посадка на озеро відбулась вночі в сніговому бурані за 2 км від берега при температурі −20 °C. Вихідний люк опинився в воді, космонавти знаходились в спусковому апараті близько 12-и годин. Врятувати їх вдалось, відбуксирувавши капсулу на берег за допомогою вертольоту.